# Imperial Records
Imperial Records — американський лейбл звукозапису, заснований 1947 року.
Лейбл Imperial Records було створено 1947 року в Лос-Анджелесі. Його засновником та президентом став Лью Чадд (1911—1998), колишній музичний промоутер та працівник радіомережі NBC. Спочатку його компанія випускала записи латиноамериканських виконавців, циганську музику, диксиленд-джаз, але після зустрічі із нью-орлеанським музикантом Дейвом Бартолом'ю Чадд почав приділяти увагу  ритм-енд-блюзовим виконавцям.
Протягом 1950-х років головними зірками лейблу були кантрі-виконавець Слім Вітман, бугі-вугі-піаніст Фетс Доміно, блюзові музиканти Рой Браун та Смайлі Льюїс, а також попспівак Рікі Нельсон. Зокрема, хіт Нельсона «Poor Little Fool» очолив перший випуск хіт-параду синглів Hot 100, що вийшов у часописі Billboard у серпні 1958 року.
1961 року Чадд придбав ритм-енд-блюзовий лейбл Aladdin Records, на якому виходили записи ду-воп-гуртів, таких як The Five Keys та The Velvetones. Ще за два роки частиною Imperial Records став інді-лейбл Minit Records та його музиканти Ірма Томас або Ерні Кей-Доу. Проте 1964 року Чадд вирішив продати лейбл та його підрозділи компанії Liberty Records.
Liberty Records спочатку використовувала Imperial для видання в США записів британських виконавців, таких як Біллі Джей Крамер, The Hollies та Джорджі Фейм. Пізніше на лейблі виходили записи американських артистів, серед яких Шер та Джонні Ріверс. 1970 року роботу Imperial було остаточно припинено, його та Liberty було об'єднано із United Artists Records.